# Нуруллаева, Кёнуль Орудж кызы
Кёнуль Орудж кызы Нуруллаева (азерб. Könül Nurullayeva; род. 1 декабря 1985, Баку) — депутат Национального собрания Азербайджанской Республики VI и VII созывов. Первый вице-президент Всемирная федерация Алпагут.

## Биография
Кёнуль Нуруллаева родилась 1 декабря 1985 года в городе Баку. В 1992—2000 годах училась в средней школе имени Н. Туси. В 2000—2003 годах продолжила образование в средней школе №6, выпускницей которой стала.
В 2007 году окончила Азербайджанский университет языков,  факультет международных отношений.
В 2009 году с отличием окончила магистратуру Азербайджанского университета языков по той же специальности.
С сентября 2019 года обучается по программе MBA в Швейцарском университете бизнеса (Swiss Business Institute).

### Молодежное движение
С 2005 года является членом Консультативного совета общереспубликанского молодежного движения «ИРЯЛИ» — одной из крупнейших молодежных организаций в Азербайджане.
В 2008 году являлась председателем оргкомитета по реорганизации общественного объединения «ИРЯЛИ» и членом Правления новой организации. Будучи одним из первых депутатов Молодежного парламента Азербайджана, активно участвовала в дебатах.

### В сфере спорта
С 2007 года являлась ведущим советником Олимпийского комитета Азербайджана.
За время работы в сфере спорта руководила рядом проектов. Среди них можно выделить Региональный форум руководителей Национальных Олимпийских Комитетов стран СНГ и Балтии, Конгресс Европейского движения «Fair Play», Европейские отборочные соревнования по легкой атлетике для участия в Юношеских Олимпийских играх, Европейская легкоатлетическая конвенция «Баку 2014», 43-я Генеральная ассамблея Европейских олимпийских комитетов.
В 2009—2016 годах являлась членом исполнительного комитета Федерации легкой атлетики Азербайджана, руководителем отдела международных отношений Федерации.
Являлась заместителем главы азербайджанской делегации на Европейских юношеских олимпийских фестивалях в Тампере (Финляндия) в 2009 году и в Трабзоне (Турция) в 2011 году.
В 2008 году была помощником главы делегации Азербайджана на Олимпийских играх в Пекине, в 2012 году — заместителем главы азербайджанской делегации на летних Олимпийских играх в Лондоне.
В 2010 году впервые в истории спорта Азербайджана стала первой женщиной, назначенной на должность руководителя миссии, и возглавляла делегацию Азербайджана на Зимних Олимпийских играх 2010 в Ванкувере и  во время зимних Олимпийских игр в Сочи.
В 2015 году возглавляла азербайджанскую делегацию на Европейских играх «Баку 2015», впервые проходивших в Азербайджане. Являлась специальным советником исполнительного комитета, секретарём организационного комитета Европейских игр 2015.
Являлась исполнительным директором комитета по выдвижению Азербайджана в качестве организатора Исламских игр 2017 года.
Во время IV Игр исламской солидарности в 2017 году была секретарем организационного комитета, а также руководила отделом по связям со Спортивной федерацией исламской солидарности и национальными олимпийскими комитетами в Оперативном комитете, созданном для организации Игр исламской солидарности в Азербайджане.
Являлась исполнительным директором оргкомитета заявки Азербайджана на проведение летних Олимпийских игр «Баку — 2020».
С 2013 по 2017 год являлась членом комитета по гендерному равенству в спорте Европейского олимпийского комитета.
С 2017 по 2019 год являлась заместителем генерального директора исполнительного комитета по мероприятиям при Министерстве молодёжи и спорта Азербайджана.
Вице-президент Федерации легкой атлетики Азербайджана (с 1 апреля 2023).

### Национальное собрание
Во время выборов депутатов Национального собрания Азербайджанской Республики VI созыва, которые состоялись 9 февраля 2020 года, Кёнуль Нуруллаева, будучи нейтральным кандидатом, была избрана депутатом от 1-го Низаминского избирательного округа № 24.
Является членом комитета по делам семьи, женщин и детей и комитета по делам молодежи и спорта Национального собрания, а также руководителем рабочей группы по азербайджано-хорватским межпарламентским связям.
С апреля 2020 года является членом делегации Азербайджана в Парламентской ассамблее Совета Европы. В ПАСЕ представляет Азербайджан в Комитете по социальным вопросам, здравоохранению и устойчивому развитию и Комитете по вопросам равенства и недискриминации.
В 2024 году на парламентских выборах в Азербайджане, которые состоялись 1 сентября, одержала победу в I Низаминском избирательном округе №24. Официально стала депутатом Милли Меджлиса Азербайджана седьмого созыва, первое заседание которого состоялось 23 сентября 2024 года.

### Международное представительство
В 2013 году на заседании исполнительного комитета Спортивной федерации исламской солидарности (СФИС) Кёнуль Нуруллаева стала первой женщиной, избранной членом федерации с 1963 года.
19 ноября 2017 года на 26-м заседании исполнительного комитета Спортивной федерации исламской солидарности во второй раз была избрана членом исполнительного комитета.
В 2018 году была назначена главой Комитета по делам женщин и гендерному равенству в спорте, созданного в рамках СФИС на том же заседании. Являлась членом Координационного совета, созданного СФИС в связи с Пятыми исламскими играми солидарности.
С 2020 года является послом организации «Женщины-политические лидеры Азербайджана», и первым представителем от Азербайджана в Глобальном совете по толерантности и миру.